# Francisco Cervantes Pérez
Francisco Cervantes Pérez (Apaseo el Grande, Guanajuato, 10 de octubre de 1952) es un especialista en informática mexicano, especializado en educación a distancia, Inteligencia Artificial y redes neuronales.  Fue presidente de la Academia Mexicana de Informática, rector de la Universidad Abierta y a Distancia de México de 2013 a 2016. De 2016 a diciembre del 2019 fue Coordinador de Universidad Abierta y Educación a Distancia de la Universidad Nacional Autónoma de México. En febrero del 2020 fue nombrado rector de la Universidad Internacional de la Rioja (UNIR México).

## Biografía
Obtuvo el título de Ingeniero Mecánico Electricista en la Facultad de Ingeniería de la UNAM con la especialidad en Sistemas Eléctricos y Electrónicos.  Sus estudios de Maestría los realizó en la División de Estudios de Posgrado de la misma Facultad, en Electrónica Digital y Microprocesadores; el doctorado en Ciencias de la Computación y de la Información lo obtuvo en la Universidad de Massachusetts en Amherst, Mass., EUA.  En el Sistema Nacional de Investigadores, el Dr. Cervantes es Investigador Nacional Nivel II.
Su labor académica es muy amplia y abarca tanto la docencia como la investigación.  Actualmente, el Dr. Cervantes Pérez es Asesor de la Dirección General de la Universidad Rosario Castellanos, Profesor en el Programa de Doctorado en la Universidad Internacional de La Rioja, España, Profesor de Doctorado en la Coordinación de Posgrado en Ciencias de la Administración en la UNAM, donde también fue Investigador Titular “B” en el Centro de Ciencias Aplicadas y Desarrollo Tecnológico (CCADET) de la UNAM, trabajando en líneas de investigación de Inteligencia Artificial, Neurocomputación, desarrollo de metodologías para Sistemas de Información en Apoyo a la Toma de Decisiones, y en Sistemas y Ambientes Educativos. Asimismo, es miembro del Sistema Nacional de Investigadores de México, y pertenece a diversas asociaciones académicas: Academia Mexicana de Informática, Academia de Ingeniería, Sociedad Mexicana de Inteligencia Artificial, y Sociedad Mexicana de Ciencias de la Computación, entre otras; y forma parte de Comités Editoriales de revistas científicas de circulación internacional. La producción científica del Dr. Francisco Cervantes está compuesta por numerosos artículos en revistas arbitradas, tanto nacionales como extranjeras; por libros y capítulos en libros especializados con arbitraje; memorias en extenso, también arbitradas, resultado de su participación en congresos nacionales e internacionales, así como por reportes técnicos.
Respecto a docencia y formación de recursos humanos, ha sido profesor en la UNAM, desde 1977, tanto en la Facultad de Ingeniería como en los Posgrados de Ingeniería, de Ciencias e Ingeniería en Computación, y del Programa de Licenciatura, Maestría y Doctorado en Investigación Biomédica Básica. Entre 1992 y 2004 fue profesor en el Instituto Tecnológico Autónomo de México (ITAM), donde participó en la creación de la Maestría en Tecnologías de Información y Administración, que dirigió durante casi diez años, de fines de 1994 a junio de 2004. Por otro lado, ha dirigido más de 60 tesis, de licenciatura, maestría y doctorado, y ha participado como miembro de múltiples Comités Doctorales, en la Universidad Nacional Autónoma de México, el Centro de Investigaciones en Computación del Instituto Politécnico Nacional, la Universidad Autónoma Metropolitana, y, en Francia, en el Instituto Nacional de Telecomunicaciones y en la Escuela Nacional Superior de Telecomuniacaciones de Bretaña.
Ha sido distinguido con el título Doctor honoris causa por la Universidad Católica Los Ángeles de Chimbote, Perú, en septiembre de 2013 y en mayo de 2016 por la Universidad Virtual del Estado de Michoacán (UNIVIM).
De junio de 2004 a enero de 2012, fungió como Coordinador de la Universidad Abierta y Educación a Distancia (CUAED), de la Universidad Nacional Autónoma de México (UNAM).
De abril de 2013 a enero de 2016 fue rector de la Universidad Abierta y a Distancia de México (UnADM).
De enero de 2016 a diciembre del 2019, sirvió nuevamente como Coordinador de la Universidad Abierta y Educación a Distancia (CUAED), de la UNAM.
En febrero del 2020, asumió la rectoría de la Universidad Internacional de la Rioja (UNIR México).
Participa activamente en asociaciones y proyectos a nivel de América Latina y el Caribe, así como en Iberoamérica: Coordinador Nacional de Virtual Educa México; Vicepresidente Segundo de la Asociación Iberoamericana de Educación Superior a Distancia (AIESAD); Coordinador de la Red Interamericana de Formación en Educación y Telemática (RIF-ET) del Colegio de las Américas de la Organización Universitaria Interamericana; y miembro del Grupo Directivo del Espacio Común de Educación Superior a Distancia (ECOESAD).
La trayectoria del Dr. Francisco Cervantes incluye su participación como Editor Asociado del “IEEE Transactions on Robotics and Automation”; como Miembro del Comité Editorial del “Journal of Robotics Systems”; como Editor Asociado de la “Revista Mexicana de Ingeniería Biomédica”, publicada por la Sociedad Mexicana de Ingeniería Biomédica (SOMIB), como presidente en la Academia Mexicana de Informática (AMIAC).
Coautor del libro Prospectiva del Sistema Universidad Abierta y Educación a Distancia de la UNAM: Tres Rutas para su Consolidación al año 2021 y coordinador del libro Experiencias y prácticas en el Sistema Universidad Abierta y Educación a Distancia de la UNAM.

## Aportaciones
Ha trabajado en diversos temas, entre los que se puede mencionar:
- Educación a distancia[4]
- "libro electrónico".[5]
- acceso a Internet[6]
- modelado de sistemas dinámicos[7]
- Educación abierta[8]

## Premios y distinciones
- Doctor honoris causa por la Universidad Virtual del Estado de Michoacán, 2016[9]
- Doctor honoris causa por la Universidad Católica Los Ángeles de Chimbote, Perú, 2013
- Miembro Titular de la Academia Mexicana de Ciencias de la Computación
- Presidente de la Academia Mexicana de Informática A.C., 2010 a la fecha
- Miembro del Consejo Consultivo de Tecnologías de la Información y las Comunicaciones del Gobierno del Distrito Federal de 2009 a 2012
- Miembro titular de la Academia Nacional de Ingeniería desde 1988.